# Liste der irakischen Botschafter beim Heiligen Stuhl
Die Botschaft befindet sich in Rom.
| Ernannt / akkreditiert | Botschafter                      | Bemerkungen                      | Regierung des Iraks | Papst             | Posten verlassen |
| ---------------------- | -------------------------------- | -------------------------------- | ------------------- | ----------------- | ---------------- |
| 1966                   | Hashim Khalil                    |                                  | Nadschi Talib       | Paul VI.          | 1969             |
| 1969                   | Ibrahim Abdul Rahman Al-Dawood   | Generalleutnant                  | Ahmad Hasan al-Bakr | Paul VI.          | 1970             |
| 12. Aug. 1971          | Hassan Mustafa Al-Nakib          | General                          | Ahmad Hasan al-Bakr | Paul VI.          | 1976             |
| 1976                   | Qais T. Al-Mukhtar               | Geschäftsträger                  | Ahmad Hasan al-Bakr | Paul VI.          | 1977             |
| 1977                   | Salah Omar al-Ali                | (* 17. Juli 1938 in Tikrit)      | Ahmad Hasan al-Bakr | Paul VI.          | 1978             |
| 1978                   | Tariq Ahmad Marouf               | Geschäftsträger                  | Ahmad Hasan al-Bakr | Johannes Paul I.  | 1980             |
| 1980                   | Anwar Sabri Abdul Razzak         |                                  | Saddam Hussein      | Johannes Paul II. | 1983             |
| 1983                   | Abdul Samad Hamid Ali Al-Kaisi   | Geschäftsträger                  | Saddam Hussein      | Johannes Paul II. | 1984             |
| 3. Feb. 1984           | Abdul Wadood Y. M. Al-Jaddoua    |                                  | Saddam Hussein      | Johannes Paul II. | 1985             |
| 1985                   | Hisham Al-Khudhairy              | Geschäftsträger                  | Saddam Hussein      | Johannes Paul II. | 1986             |
| 1986                   | Wissam Chawkat Al-Zahawie        |                                  | Saddam Hussein      | Johannes Paul II. | 2000             |
| 2001                   | Abdul Amir Al-Anbari             |                                  | Saddam Hussein      | Johannes Paul II. | 2003             |
| 2003                   | Naseer K. Jawad                  | Geschäftsträger                  | Saddam Hussein      | Johannes Paul II. | 2004             |
| 2004                   | Albert Edward Ismail Yelda       |                                  | Iyad Allawi         | Johannes Paul II. | 2010             |
| Juni 2012              | Habbeb Mohammed Hadi Ali Al-Sadr | (* 24. Dezember 1951 in Kerbela) | Dschawad al-Maliki  | Benedikt XVI.     |                  |